# 772
772(칠백칠십이)는 771보다 크고 773보다 작은 자연수다.

## 수학
- 합성수로, 그 약수는 1, 2, 4, 193, 386, 772이다. 진약수의 합은 586이므로, 772는 부족수다.
- {\displaystyle 772=14^{2}+24^{2}}
- {\displaystyle 3^{16}-1}은 772로 나누어떨어진다.

## 과학·기술
- NGC 772(영어판): 양자리 방향에 있는 정상나선은하.
- 코스모스 772호(영어판): 소련의 인공위성.

## 교통
- 유럽 고속도로 772호선(영어판): 불가리아 야블라니차에서 슈멘까지 이어지는 유럽 고속도로.
- 현도 제772호선

## 군사
- 772 해군 항공대(영어판): 과거 존재한 영국의 해군 항공대.
- U-772(영어판, 독일어판): 제2차 세계 대전에 사용된 나치 독일의 군용 잠수함.

## 문화유산
- 대한민국의 보물 제772호: 금강경삼가해

## 기타
- 연도: 772년, 기원전 772년